# Julio César Dely Valdés
Julio César Dely Valdés (Colón, 12 de març de 1967) és un destacat exfutbolista panameny, germà dels també futbolistes Jorge Dely Valdés i Armando Dely Valdés. Va ser nomenat millor esportista panameny del segle xx. Jugava com a davanter, i la seva millor qualitat era la rematada de cap.

## Trajectòria
Va debutar a l'Atlético Colón de Panamà. Va viatjar a Argentina per a provar-se en Argentinos Juniors, però no va quedar en l'equip i va passar a Deportivo Paraguayo, que militava en Primera D. Després d'una temporada, va donar un gran salt al passar a Nacional de l'Uruguai. La seua magnífica actuació en el Nacional de l'Uruguai va fer que molts equips europeus es fixessin en ell, i acabà sent fitxat pel Cagliari Calcio d'Itàlia, Paris Saint-Germain FC de França, Reial Oviedo i Màlaga CF d'Espanya
Després de jugar a Espanya va tornar a Nacional i finalment va acabar la seva carrera jugant en el Arabe Unido de Panamà.
El 1992 va guanyar el Campionat Uruguaià de Futbol amb Nacional. En Europa va guanyar la Recopa d'Europa i la Supercopa d'Europa amb el París Saint-Germain i la Copa Intertoto amb el Màlaga CF. És el màxim golejador de la història de l'equip malacità en Primera divisió, on va formar una dupla atacant amb el charrua Darío Silva.
En la selecció de futbol de Panamà és un dels màxims golejadors. Ha participat en les fases de classificació per a la Copa del Món des de 1990 fins a 2006. Va participar amb l'equip de Panamà en la Copa d'Or de 2005, on va assolir el subcampionat, sent aquest el major assoliment del futbol panameny en la seva història.
De l'any 2008 a l'any 2010 va ser el segon entrenador del Màlaga CF.